# Blîjnie, Horodnea
Blîjnie (în ucraineană Ближнє) este un sat în comuna Ilmivka din raionul Horodnea, regiunea Cernihiv, Ucraina.

## Demografie
Componența lingvistică a localității Blîjnie
     Ucraineană (93,33%)
     Rusă (6,67%)
Conform recensământului din 2001, majoritatea populației localității Blîjnie era vorbitoare de ucraineană (93,33%), existând în minoritate și vorbitori de rusă (6,67%).